# Mac Gänger
Max "Mac" Ulrik Gänger, född 19 mars 1933 i Svenljunga församling, Älvsborgs län, död 18 maj 1995 i Hedemora församling, var en svensk journalist.
Gänger var först verksam som bilskollärare, men blev 1957 journalist på Falu-Kuriren. Han var därefter sportreporter på Sveriges Radio i Falun 1966–1969 och vid TV-sporten i Stockholm 1969–1976. Han återvände därefter till Falun, först som sportreporter och efter detta som den förste ansvarige för resemagasinet Packat & Klart. Han pensionerade sig av hälsoskäl 1992. Han var sommarpratare i radion den 3 augusti 1978.